# National Geographic (canal de televisão)
National Geographic (anteriormente National Geographic Channel; abreviado e registrado como Nat Geo ou Nat Geo TV) é uma rede americana de televisão paga e o canal principal de propriedade da unidade National Geographic Global Networks da Disney General Entertainment Content e National Geographic Partners, uma joint venture entre a The Walt Disney Company (73%) e a National Geographic Society (27%), com a gestão operacional realizada pela Walt Disney Television.
O canal principal exibe programas de televisão de não ficção produzidos pela National Geographic e outras produtoras. Como o History (que era 50% propriedade da Disney através da A&E Networks) e o Discovery Channel, o canal apresenta documentários com conteúdo factual envolvendo natureza, ciência, cultura e história, além de alguma programação de entretenimento pseudocientífico e de realidade. Sua principal rede irmã em todo o mundo, incluindo os Estados Unidos, é a Nat Geo Wild, que se concentra na programação relacionada a animais, incluindo o popular Dog Whisperer com Cesar Millan.
Em fevereiro de 2015, a National Geographic estava disponível para aproximadamente 86.144.000 domicílios com televisão por assinatura (74% dos domicílios com televisão) nos Estados Unidos.

## Visão geral
Nos Estados Unidos, o National Geographic Channel foi lançado em 7 de janeiro de 2001, como uma joint venture da National Geographic Television & Film e da Fox Cable Networks. A National Geographic oferece experiência em programação e o Fox Networks Group oferece sua experiência em distribuição, marketing e vendas de publicidade.

Logotipo do National Geographic Channel (2005–2013)

The '90s: The Last Great Decade, uma série de documentários narrada por Rob Lowe, atraiu 1,10 milhão de espectadores e foi a segunda transmissão de julho com maior audiência na história da classificação do National Geographic Channel. The 2000s: A New Reality, também narrado por Lowe, estreou em 12 de julho de 2015.
Em 14 de novembro de 2016, o National Geographic Channel foi renomeado simplesmente como National Geographic, retirando o "Channel" de seu nome.
Em 14 de dezembro de 2017, em um acordo, a The Walt Disney Company anunciou que compraria a maioria da 21st Century Fox. A Disney assumiria o controle do controle acionário da Fox na parceria com a National Geographic a partir de então. Após a aquisição, a National Geographic e seus canais irmãos foram incorporados à Walt Disney Television, com o presidente da National Geographic Partners reportando-se diretamente ao presidente da Walt Disney Television. A Disney fechou oficialmente o negócio em 20 de março de 2019, tendo então adicionado a Nat Geo ao seu portfólio de redes.

## Programas de televisão
Programas de televisão do National Geographic Channel, em ordem alfabética:
- Abandoned
- Access 360° World Heritage
- Air Crash Investigation
- Alaska State Troopers
- American Chainsaw
- American Colony: Meet the Hutterites
- American Genius
- American Gypsies
- American Weed
- America's Lost Treasures
- Amish: Out of Order
- Ancient Secrets
- Apocalypse 101[8]
- Are You Tougher Than a Boy Scout?
- Banged Up Abroad
- Battleground Afghanistan
- Beast Hunter
- Bid & Destroy
- Big, Bigger, Biggest
- Big Picture with Kal Penn
- Bizarre Dinosaurs
- Borderforce USA: The Bridges
- The Boonies
- Border Wars
- Brain Games
- Breakout
- Building Wild[9]
- Cesar 911
- Chasing UFOs
- Construction Zone
- Cosmos: A Spacetime Odyssey
- Crowd Control
- Diggers
- Dino Autopsy
- Dino Death Match
- Dino Death Trap
- Dinosaurs Decoded
- Dogs with Jobs
- Doomsday Castle
- Doomsday Preppers
- Drugged
- Drugs, Inc.
- Drain the Oceans
- Duck Quacks Don't Echo
- Eat: The Story of Food
- Europe From Above
- Expedition Wild Week
- Explorer
- Eyewitness War
- Family Beef
- Family Guns
- Forecast: Disaster
- Genius
- Going Ape
- Hacking The System
- Hard Time
- Hell on the Highway
- Highway Thru Hell
- The Hot Zone
- Inside the American Mob
- Inside Combat Rescue
- Inside: Secret America
- Inside: Thirumala Tirupathi
- Kentucky Justice
- Lawless Oceans
- The Legend of Mick Dodge
- Let it Ride
- Life After Dinosaurs
- Life Below Zero
- Life Hacker
- The Link
- Live Free or Die
- Locked Up Abroad
- Lords of War
- Mars
- Megastructures
- Meltdown
- Mountain Movers
- Mudcats
- The Numbers Game
- Origins: The Journey of Humankind
- One World: Together at Home
- One Strange Rock
- Polygamy, USA
- Port Protection
- Race to the Center of the Earth
- Remote Survival
- Richard Hammond's Engineering Connections
- Rocket City Rednecks
- Scam City
- Science of Stupid
- Seconds from Disaster
- Sky Monsters
- Snake Salvation
- Southern Justice
- StarTalk
- Street Genius
- The Story of God with Morgan Freeman
- The Story of Us with Morgan Freeman
- Supercars
- SharkFest
- SuperCroc
- Taboo
- To Catch a Smuggler
- The '80s: The Decade that Made Us
- The '90s: The Last Great Decade?
(also entitled The '90s: The Decade that Connected Us)
- The 2000s: The Decade We Saw It All
- The Truth Behind
- T-Rex Autopsy
- T-Rex Walks
- Ultimate Airport Dubai
- Ultimate Dino Survivor
- Ultimate Factories
- Ultimate Survival Alaska
- When Crocs Ate Dinosaurs
- Wicked Tuna
- Wicked Tuna: Outer Banks
- Wild Amazon
- Wild Justice
- Wild Russia
- Witness: Disaster
- WW2 Hell Under the sea
- You Can't Lick Your Elbow
- Yukon Gold
- Yukon River Run

## Música de fanfarra temática
A música de fanfarra do National Geographic Channel, que é tocada no início de muitos dos programas de televisão do canal, foi composta por Elmer Bernstein. Foi originalmente escrito em 1964 para os especiais de televisão da Society, que foram transmitidos na CBS, ABC, PBS e NBC de 1964 até o início dos anos 2000.

## Outros canais da National Geographic nos EUA

### National Geographic HD

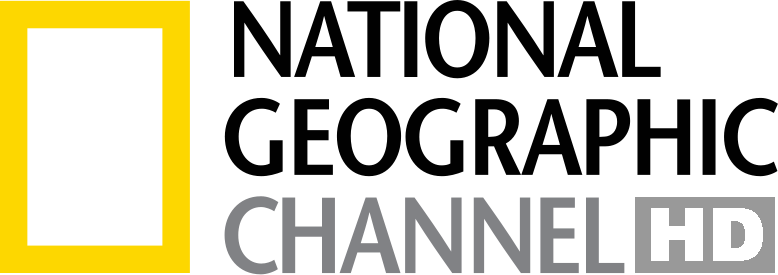
Logo do National Geographic Channel HD.

A transmissão simultânea de alta definição em 720p dos Estados Unidos do National Geographic Channel foi lançada em janeiro de 2006. Está disponível em todos os principais provedores de cabo e satélite.

### Nat Geo Wild
Nat Geo Wild (estilizado como Nat Geo WILD ou abreviado como NGW) é um canal de TV a cabo/satélite focado em programas relacionados a animais. É uma rede irmã do National Geographic Channel e é o último canal a ser lançado em conjunto pela National Geographic Society e pela Fox Cable Networks. Foi lançado nos Estados Unidos em 29 de março de 2010, com foco principalmente na programação de vida selvagem e história natural.

### Nat Geo Mundo
Nat Geo Mundo é transmitido em espanhol latino-americano, e foi lançado em 2011. Compartilha a programação com o Nat Geo Channel disponível nos países hispano-americanos. O canal é de propriedade total da National Geographic Society, sem envolvimento da Disney General Entertainment Content.

### Nat Geo TV
O Nat Geo TV é um aplicativo para smartphones e tablets, junto com o Windows 10. Ele permite aos assinantes dos provedores de televisão paga participantes (como Time Warner Cable e Comcast Xfinity) várias opções de visualização:
- episódios individuais das séries e documentários originais da National Geographic e Nat Geo Wild (que são disponibilizados ao vivo)

## Controvérsias e críticas
Em 2013, a rede começou a exibir o reality show Are You Tougher Than a Boy Scout?. O National Geographic Channel foi criticado por sua associação com os Boy Scouts of America, uma organização que, até uma votação em maio daquele ano que anulou sua proibição, havia proibido membros abertamente gays.
Arqueólogos têm protestado que programas da National Geographic, como Diggers e Nazi War Diggers, promovem a pilhagem e a destruição de sítios arqueológicos, promovendo o trabalho de caçadores de souvenirs e negociantes de colecionáveis que detectam metais. Em 2013, o National Geographic Channel desencadeou uma tempestade de controvérsias com seu reality show Diggers. Arqueólogos profissionais da Society for Historical Archaeology, o maior grupo acadêmico preocupado com a arqueologia do mundo moderno (1400 d.C. – presente), criticaram duramente a rede por promover o roubo de materiais culturais em terras públicas e privadas. O programa Nazi War Diggers foi acusado de mostrar tratamento não científico e desrespeitoso de restos humanos. Uma citação promocional de um negociante de relíquias militares: "Sinto que, ao vender coisas relacionadas ao nazismo e por muito dinheiro, estou preservando coisas com as quais os museus não querem lidar," foi removida do site do canal em março de 2014. A National Geographic lamentou a forma como a série foi apresentada por seu próprio site, mas sustentou que muitas das acusações contra a série foram baseadas em desinformação.. O programa foi repaginado, em meio a polêmica, como Battlefield Recovery para exibição durante 2016 no Channel 5 no Reino Unido.